# Stade Borg Al Arab
 (mars 2025).
Si vous disposez d'ouvrages ou d'articles de référence ou si vous connaissez des sites web de qualité traitant du thème abordé ici, merci de compléter l'article en donnant les références utiles à sa vérifiabilité et en les liant à la section « Notes et références ».
Le stade Borg Al Arab (en arabe : إستاد برج العرب) ou Stade de l'armée égyptienne (en arabe : إستاد الجيش المصري) est un stade de football égyptien situé dans la ville de Borg El Arab, une banlieue d'Alexandrie. Il est surtout connu pour servir de stade à l'équipe d'Égypte lorsqu'elle se déplace en province.
Sa capacité est d'environ 86 000 spectateurs.

## Histoire
Entièrement construit par l'armée égyptienne et ses ingénieurs, il s'agit du plus grand stade du pays et du deuxième plus grand stade d'Afrique derrière le Soccer City Stadium en Afrique du Sud.
Avec une capacité de plus de 85 000 places assises, ce stade fut construit au départ en tant que projet pour la candidature de l'Égypte pour l'organisation de la Coupe du monde de football 2010.
Il fut l'un des sept stades où se jouèrent la Coupe du monde de football des moins de 20 ans 2009, et où s'y déroula la cérémonie d'ouverture avec le match opposant l'équipe d'Égypte contre Trinité-et-Tobago.

## Événements
- Coupe du monde de football des moins de 20 ans 2009
- Finale de la Ligue des champions de la CAF 2019-2020